# Lépaud
Lépaud ist eine Gemeinde in Frankreich. Sie gehört zur Region Nouvelle-Aquitaine, zum Département Creuse, zum Arrondissement Aubusson und zum Kanton Évaux-les-Bains.

## Geografie und Infrastruktur
Die angrenzenden Gemeinden sind Verneiges im Nordwesten, Nouhant im Norden, Viersat im Nordosten, Chambon-sur-Voueize im Südosten, Lussat im Südwesten und Auge im Westen. Zu Lépaud gehören die Weiler Les Asses, Beaulieu, Les Borderies, La Borie, Le Boucheraux, Boulerand, La Brande, Le Breuil, Chabassière, Chantemerle, La Chapelle, La Croix-Blanche, Le Faux, Gane-Baton, La Gasne-du-Pou, Gigoux, Massoux, Montplaisir, Le Petit-Maurissard, Le Poux, Le Rembucher, Les Rivaux, Rocheneuve, La Souvolle, Les Tailles, Tartot, Vélicitat, Le Vert und La Villedondaine. Gigoux wurde 1834 in Lépaud eingemeindet.
Der Flughafen Montluçon-Guéret liegt in den Gemeindegemarkungen von Lépaud und Lussat. Lépaud hat einen Anteil am Gewerbegebiet Montluçon-Gannat Portes d'Auvergne.
Die vormalige Route nationale 717 und heutige Départementsstraße D917 verbindet Lépaud mit Chambon-sur-Voueize und Soumans. Im Nordwesten von Lépaud besteht eine Verbindung mit der Route nationale 145, vereinigt mit der Europastraße 62. Im Süden bildet die Voueize die Grenze.

## Bevölkerungsentwicklung

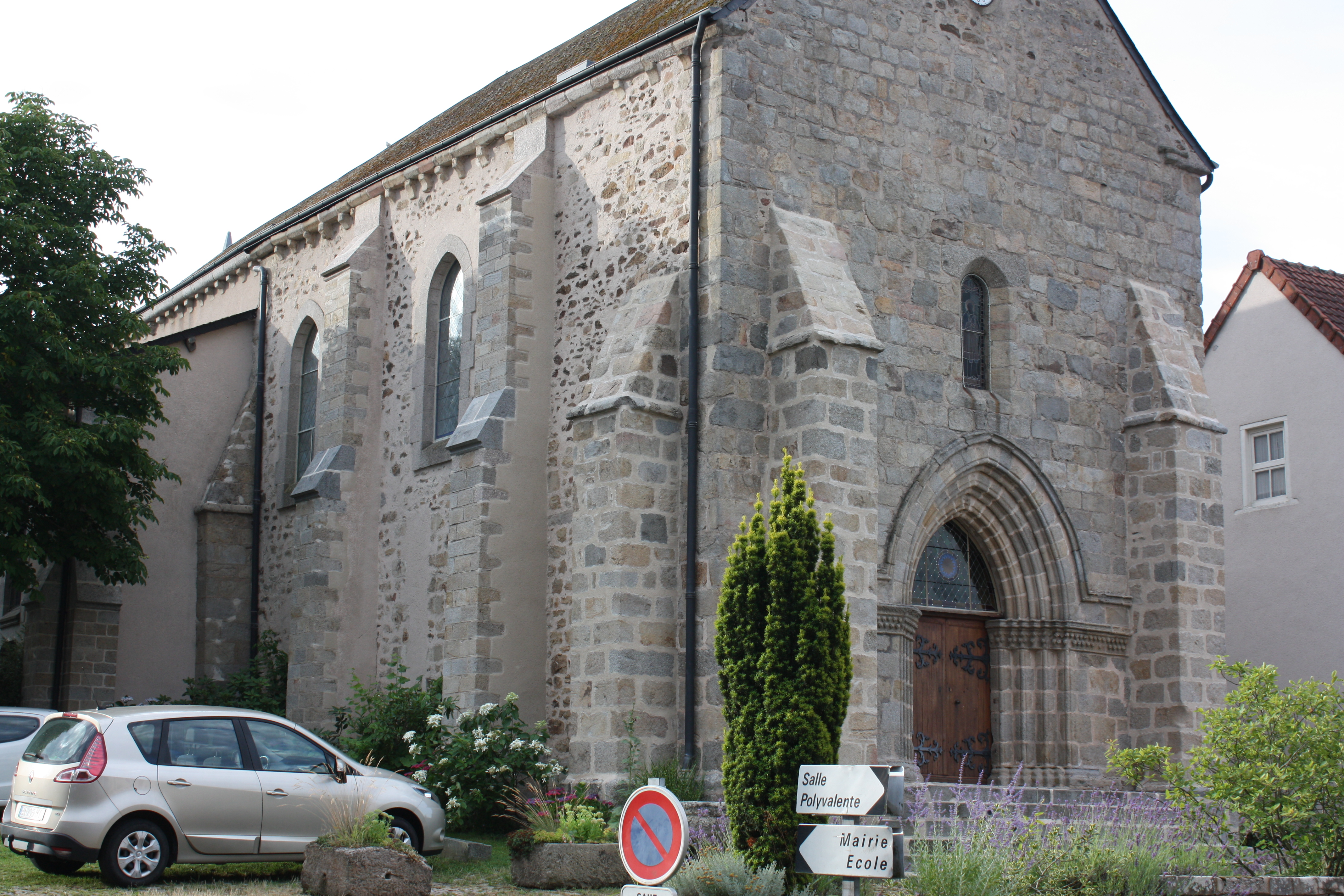
Kirche Saint-Nicolas

| Jahr      | 1962 | 1968 | 1975 | 1982 | 1990 | 1999 | 2008 | 2016 |
| --------- | ---- | ---- | ---- | ---- | ---- | ---- | ---- | ---- |
| Einwohner | 520  | 459  | 427  | 368  | 344  | 342  | 373  | 362  |